# 에우포마티아속
에우포마티아속(eupomatia屬, 학명: Eupomatia 에우포마티아[*])은 목련목의 단형 과인 에우포마티아과(eupomatia科, 학명: Eupomatiaceae 에우포마티아케아이[*])에 속하는 유일한 속이다. 관목 3종으로 이루어져 있으며, 뉴기니와 오스트레일리아 동부에 분포한다.

## 이름
속명 "에우포마티아"는 고대 그리스어로 "잘"을 뜻하는 "에우(εὖ)"와 "덮개의"를 뜻하는 "포마토스(πώμᾰτος)"를 어원으로 두며, 이는 에우포마티아속 식물의 꽃이 피기 전 삭모가 꽃봉오리를 잘 덮고 있는 모습을 일컫는다.

## 하위 분류
- E. barbata Jessup
- E. bennettii F.Muell.
- E. laurina R.Br.

## 계통 분류
2016년 APG IV 분류 체계에서는 에우포마티아과를 목련군 목련목 아래에 분류하며, 이는 2009년 APG III 분류 체계, 2003년 APG II 분류 체계 및 1998년 APG 분류 체계의 분류와 동일하다.